# Любимците на Америка
„Любимците на Америка“ (на английски: America's Sweethearts) е американска романтична комедия от 2001 г. на режисьора Джо Рот, по сценарий на Били Кристъл и Питър Толан. Във филма участват Джулия Робъртс, Били Кристъл, Катрин Зита-Джоунс, Джон Кюсак, Ханк Азария, Стенли Тучи, Кристофър Уокън и Сет Грийн.